# Distrito de Tres de Diciembre

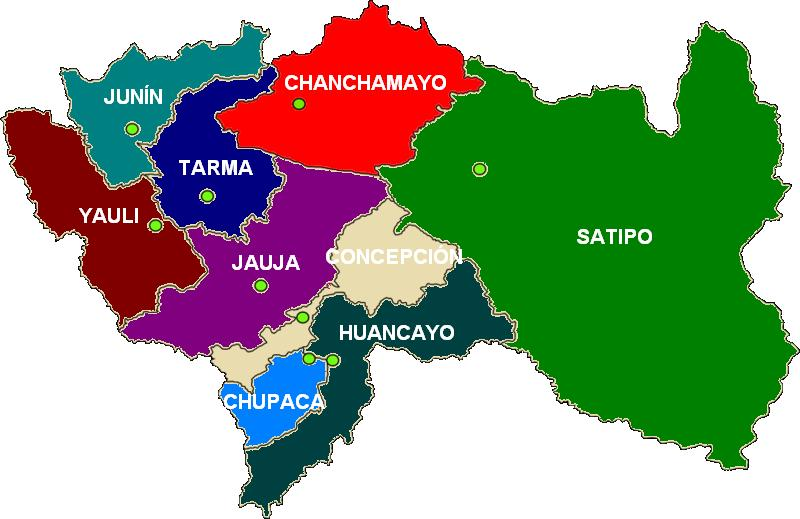
Provincia del Departamento de Junín

El  Distrito peruano de Tres de Diciembre es uno de los nueve distritos que conforman la Provincia de Chupaca, en el Departamento de Junín, bajo la administración del Gobierno Regional de Junín. 
Dentro de la división eclesiástica de la Iglesia Católica del Perú, pertenece a la Arquidiócesis de Huancayo

## Historia
El 14 de julio de 1959, en el segundo gobierno del Presidente Manuel Prado Ugarteche es creado como distrito.

## Geografía
Posee clima templado seco.

## Capital
Tres de Diciembre está ubicado a 3 275 m s. n. m., a 290 km de la capital del Perú, Lima, y a 22 km de la provincia de Huancayo.

## Autoridades

### MUNICIPALIDAD DISTRITAL TRES DE DICIEMBRE
- Alcalde:

```
   
Lic. Jose Luis Sedano Gilvonio
, Caminemos Juntos Por Junin.
```

- Regidores:
- CASTAÑEDA CASTAÑEDA, ENRIQUETA.

- ZUÑIGA LARA, LUIS MARCELINO.

- ESPIRITU REYNOSO, YOCELIN.

- BONIFACIO MERLO, FLAVIO.

- ZUÑIGA CASTAÑEDA, EZEQUIEL.

```
("Trabajando Juntos por Nuestro Pueblo).
```

- Paginas:

▶ https://www.facebook.com/profile.php?id=100089137064845
- Referencias:
- GESTION EDIL 2023 - 2026[2]